# Sparkle of Hope
Sparkle of Hope was een post-hardcoreband uit Halen, België.

## Bandleden

### Huidige bezetting
- Yves Daniels - Zanger
- Daan Witters - Gitarist
- Tim Severi - Gitarist
- Koen Meys - Bassist
- Ryan Lerigo-Jones - Drummer

### Voormalige leden
- Kristof Lemmens (2000-2007) - Drummer
- Robrecht Geerdens (2000-2004) - Bassist
- Jo Hendrickx (2001-2002)- Gitarist

## Geschiedenis
De bezetting van Sparkle of Hope bij de oprichting bestond uit Yves Daniels, Jo Hendrickx, Kristof Lemmens, Robrecht Geerdens en Tim Severi. Onder deze bezetting werd hun eerste demo What's the true meaning of love when it's just an instrument to break hearts opgenomen in "The Grind House". Als inmiddels populaire band binnen de Herkse hardcore-scene leverde deze cd een plaats op de affiche van Rock Herk op in 2003. Kort hiervoor echter verliet gitarist Jo Hendrickx de band en werd hij vervangen door Daan Witters. De technische capaciteit van Daan Witters zou het geluid en het niveau vanaf dan definitief veranderen. Met het verschijnen van de promo-ep, Dead Stars Never Fall, die in april 2004 verscheen (opgenomen door Mattias Vos), werd de invloed van Daan duidelijk merkbaar. De stijl neigde ondertussen naar de Amerikaanse metalcore (uit die tijd) zoals Poison The Well, The Bled, From Autumn To Ashes... hetgeen een vrij melodische vorm van metalcore inhield. Hierna volgden verscheidene grotere optredens, zoals Funtime Fest en een tour.
Eenmaal onder contract bij Funtime Records liet Sparkle of Hope de bekende sound, balancerend tussen emo en screamo, achterwege, en begonnen de bandleden zich meer te richten op het schrijven van songs in de stijl die hen beïnvloed had: Darkest Hour, As I Lay Dying, Still Remains en zelfs Iron Maiden. Hierdoor wisten zij hun eigen geluid ten volle te ontwikkelen.
In oktober en november 2005 maakten de leden de opnamen voor hun debuutplaat It's Calculated Murder in Dé Studio te Asse. Hierop speelden zij in 2006 tal van optredens in België en Nederland. In de zomer van 2006 verzorgden zij ook een succesvolle tournee door het Verenigd Koninkrijk samen met PenKnifeLoveLife. 
Op 18 maart 2007 kondigde drummer Lemmens zijn afscheid van de band aan. Hij werd vervangen door Ryan Lerigo-Jones, die ook de drum van het in 2008 verschenen Light the Torches! voor zijn rekening nam.
In mei 2008 trok de band ook door Zweden, met het Schotse Flood of Red en het Zweedse Herbrightskies.
Op 4 september 2008 kondigde de band aan te gaan stoppen, omdat gitarist Witters zijn leven een nieuwe wending wilde geven en hierdoor weinig tijd meer had voor de band. Het laatste optreden van Sparkle of Hope vond plaats op 15 november 2008 in JH XL te Herk-de-Stad, dezelfde plaats waar de band negen jaar eerder voor het eerst op de planken had gestaan.
Bassist Koen Meys speelt verder in zijn andere band, genaamd Cameron, Ryan Lerigo-Jones speelt in de indie/rockband Her Concept en Yves houdt zich bezig met zijn kledingmerk Death Shred waarmee hij per seizoen een nieuwe, gelimiteerde collectie uitbrengt.
Lerigo-Jones gaf aan dat hij in 2009 ook zou stoppen met Her Concept, omdat hij terug naar Engeland wilde gaan.

## Discografie
- What's The True Meaning Of Love (demo) (2002)
- Dead Stars Never Fall (demo) (2004)
- It's Calculated Murder (2006)
- Light The Torches (2008)

## Optredens
- Party on
- Rock Herk
- Puntpop